# بوب ماكنتاير (متسابق دراجات نارية)
بوب ماكنتاير (بالإنجليزية: Bob McIntyre)‏ مواليد 28 نوفمبر 1928 في غلاسكو - الوفاة 15 أغسطس 1962 في تشستر، كان متسابق دراجات نارية اسكتلندي. نافس في سباقات بطولة العالم لفئة 500 سي سي ولفئة 350 سي سي ولفئة 250 سي سي ولفئة 50 سي سي. كما شارك في كأس جزيرة مان السياحية. توفي إثر حادث تعرض له أثناء السباق.